# Huntington (Virginia)
Huntington ist eine US-amerikanische Stadt im Bundesstaat Virginia. 
Der größte Teil seiner Einwohner (12,4 Prozent) ist deutscher Herkunft. Die Kleinstadt liegt im Fairfax County und hat laut United States Census Bureau (Volkszählungsbehörde), eine Gesamtfläche von zwei Quadratkilometern. Die Bevölkerungsdichte beträgt 6.875 Einwohner je km².
Das U.S. Census Bureau hat bei der Volkszählung 2020 eine Einwohnerzahl von 13.749 ermittelt.

## Bevölkerung
Neben dem größten Anteil der Bevölkerung mit deutscher Herkunft, sind als zweitstärkste Gruppe Menschen mit irischer Abstammung (11,7 Prozent) und englischer Herkunft (10,1 Prozent) vertreten. Es folgen Bürger italienischer (3,6 Prozent) und schottischer Herkunft (2,9 Prozent). 3,5 Prozent der Einwohner werden mit einer US-Herkunft angegeben.
Im Jahre 2000 waren in dem Ort 8325 männliche (50,5 Prozent) und 4201 Einwohner weiblichen Geschlechts (49,5 Prozent) registriert. Das Durchschnittsalter betrug 35,6 Jahre. Für das gleiche Jahr wird ein Durchschnittseinkommen pro Haushalt von 52.364 US-Dollar angegeben. Etwa 6,8 Prozent der Familien und 7,7 Prozent der Bevölkerung leben unterhalb der Armutsgrenze, darunter 19,0 Prozent unter 18 Jahren. 0,6 Prozent der Einwohner dieser Gruppe waren über 65 Jahre alt oder älter.
Die Zusammensetzung der Bevölkerung verteilt sich wie folgt:
64,95 Prozent sind von weißer Hautfarbe, 16,74 Prozent Afro-Amerikaner, 0,40 Prozent Ureinwohner, 7,02 Prozent Asiaten, 0,16 Prozent pazifische Insulaner, 6,91 Prozent gehören anderen Bevölkerungsgruppen an. 3,83 Prozent gehören zwei oder mehr Bevölkerungsgruppen an. Hispanics oder Latinos innerhalb jeder Bevölkerungsgruppe waren 14,01 Prozent der Bevölkerung.